# Chiesa di Sant'Erasmo (Tramonti)
La Chiesa di Sant'Erasmo è una chiesa di Tramonti, nella frazione di Pucara.

## Storia

### La chiesa primitiva
Non si conosce l'anno di fondazione della chiesa, ma solo che questa correva il rischio di cadere in rovina già nel 1412, infatti, nello stesso anno venne abbattuta e ricostruita nelle stesso posto.

### La nuova chiesa
La nuova chiesa ricostruita nel 1412 ebbe anch'essa dei problemi strutturali da finire in rovina, pertanto, nel 1533 si decise di costruire una nuova chiesa più a valle con giuspatronato dei laici delle famiglie: Getis, Bolvito, Cito, Ricca, Conti, Patierno, Baccari, Roppolo, Manzo. 

### L'abbandono della nuova chiesa
Già prima del 1577 la nuova chiesa venne abbandonata, infatti, seppur ricostruita più a valle, sorsero nuovamente le problematiche strutturali che portarono all'abbattimento delle precedenti.
Il 26 luglio 1577 la sede parrocchiale venne definitivamente spostata nella chiesa della confraternita di Santa Maria Maddalena, poco distante. La chiesa della confraternita assunse la denominazione odierna di chiesa di Sant'Erasmo.

### I restauri del 1941
Nel 1941 la chiesa, grazie all'opera del parroco don Raffaele Capone, venne restaurata e arricchita di numerose opere d'arte, tra cui la balaustra del presbiterio e alcuni altari minori, molte delle opere volute dal parroco sono andate perdute.

### Il terremoto del 1980
Dopo il sisma del 1980 la chiesa divenne inagibile, le suppellettili sacre vennero spostate nella chiesa del convento di San Francesco di Maiori, mentre le funzioni parrocchiali si svolsero nella chiesa del Conservatorio di San Giuseppe e Santa Teresafino al 2009, anno in cui venne riaperta al culto.